# Marco Fabio Buteón
Marco Fabio Buteón  fue un político romano del siglo III a. C., al parecer hermano del consular Numerio Fabio Buteón.
Ocupó el cargo de cónsul y el de censor y en el año 216 a. C. Siendo el censorio de más edad todavía vivo, fue nombrado dictador sin un magister equitum con el propósito específico de volver a llenar las vacantes que se habían producido en el Senado tras la batalla de Cannas.
Fue propuesto para el cargo por el cónsul Cayo Terencio Varrón y, junto con Marco Junio Pera, fue el único caso en el que un dictador ocupase el cargo de forma simultánea a otro. Renunció al cargo inmediatamente después de haber cumplido su cometido: revisar las listas de los censores y nombrar ciento setenta y siete nuevos miembros para el Senado.
Murió entre 210 y 209 a. C.,[cita requerida] fechas que se estiman basándose en que el censor Publio Sempronio Tuditano eligió por esa época a Quinto Fabio Máximo como princeps senatus.
Floro dice que alcanzó una victoria naval sobre los cartagineses y después sufrió un naufragio, pero esto es un error, como hace ver Polibio, debido a que los romanos no tenían flota en esa época.
Sabemos por Tito Livio, que le llama el mayor de los antiguos censores, que había alcanzado esta última magistratura, y que por ende es la conjetura de que fue el colega de Cayo Aurelio Cota en la censura, en el año 241 a. C. En los Fastos capitolinos el nombre de su colega Cota ha desaparecido.